# Генрик Сенкевич
Ге́нрик Сенке́вич (повне ім'я Генрик Адам Александр Піус Сенкевич, пол. Henryk Adam Aleksander Pius Sienkiewicz; 5 травня 1846, Воля-Окшейська, Підляшшя, Російська імперія — 15 листопада 1916, Веве, Швейцарія) — польський прозаїк білорусько-татарського походження. Автор низки оповідань і романів, зокрема, «Quo vadis» (1896) та «Хрестоносці» (1897–1900). Лауреат Нобелівської премії з літератури 1905 року.

## Життєпис
Народився у селі Воля Окшейська на Підляшші — маєтку, який був у посіданні бабці по матері. Походить зі збіднілої шляхти. Батько письменника — Юзеф (1813—1896) родом із татар-липків, які поселилися на території Великого князівства Литовського під час правління Вітовта. Тільки у XVIII столітті вони перейшли з ісламу в християнство. Мати — Стефанія (1820—1873) була з білоруської шляхетської родини Цецішовських.
Закінчив гімназію у Варшаві, у 1866—1870 роках вчився на медичному й історико-філологічному факультетах у Головній школі (з 1869 року — Варшавський університет). У пресі дебютував студентом у тижневику «Пшеґльонд Тиґодньови» (пол. «Przegląd Tygodniowy», 1869). З 1873 року постійний фейлетоніст «Газети польської» (пол. «Gazeta Polska»). З 1874 року завідував літературним відділом тижневика «Нива» (пол. «Niwa»), пізніше з 1882 року — редактор консервативної газети «Слово» (пол. «Słowo»).
1881 року одружився з Марією Шеткевич, яка померла від туберкульозу в 1885 році (залишилося двоє дітей). 1888 року анонімний прихильник надав йому 15 тисяч рублів, на які Сенкевич створив фонд імені своєї покійної дружини, який виплачував стипендії хворим на туберкульоз діячам культури (стипендіями фонду користувалися, зокрема, Марія Конопницька, Станіслав Виспянський, Казімеж Тетмаєр). Другий шлюб із Марією Володкович з Одеси (1893) закінчився розлученням з ініціативи дружини (1895). У 1904 році одружився з Марією Бабиною.
Відвідавши США (1876—1879), опублікував «Листи з подорожі» (1876—1878). Після повернення до Європи певний час мешкав у Парижі, 1879 року перебував у Львові, згодом відвідав Венецію та Рим. З того часу багато подорожував, часто змінюючи місце проживання (Австро-Угорська імперія, Велика Британія, Італійське королівство, Російська імперія, Французька республіка, Швейцарія, 1886 — Румунське королівство, Болгарське князівство, Османська імперія, Грецьке королівство, 1891 — Єгипет і Занзибар та інших).
У 1914 році отримав запрошення від польської громади Києва кілька разів виступити перед польськими колоністами по всій Україні. Письменник ввічливо відмовив (пояснив тим, що своє завдання вбачає у художній творчості, а не в публіцистичних виступах і заявах).
З початком Першої світової війни виїхав до Швейцарії. Очолив Комітет допомоги жертвам війни у Польщі. Після смерті у Веві спочатку його було поховано у тутешньому католицькому храмі, 1924 року прах перенесено до Варшави та перепоховано у підземеллі катедрального собору святого Івана.

### Конфлікти з українцями
У 1907 році погодився з вироком Віденського суду — 30 діб арешту з правом заміни на 300 крон штрафу за образу честі й гідності — після позову заарештованих тоді студентів-українців Львівського університету, які вели боротьбу за відкриття в ньому українських кафедр, зокрема, історії, яку очолював у 1894-1914 роках Михайло Грушевський.
Суд присяжних у Відні у травні 1908 року покарав його арештом у 30 діб з можливою заміною штрафом у 300 крон за те, що виставив на посміховисько студентів Осипа Назарука, Паламара й товаришів, при цьому не образивши їх поданням неправдивих фактів.

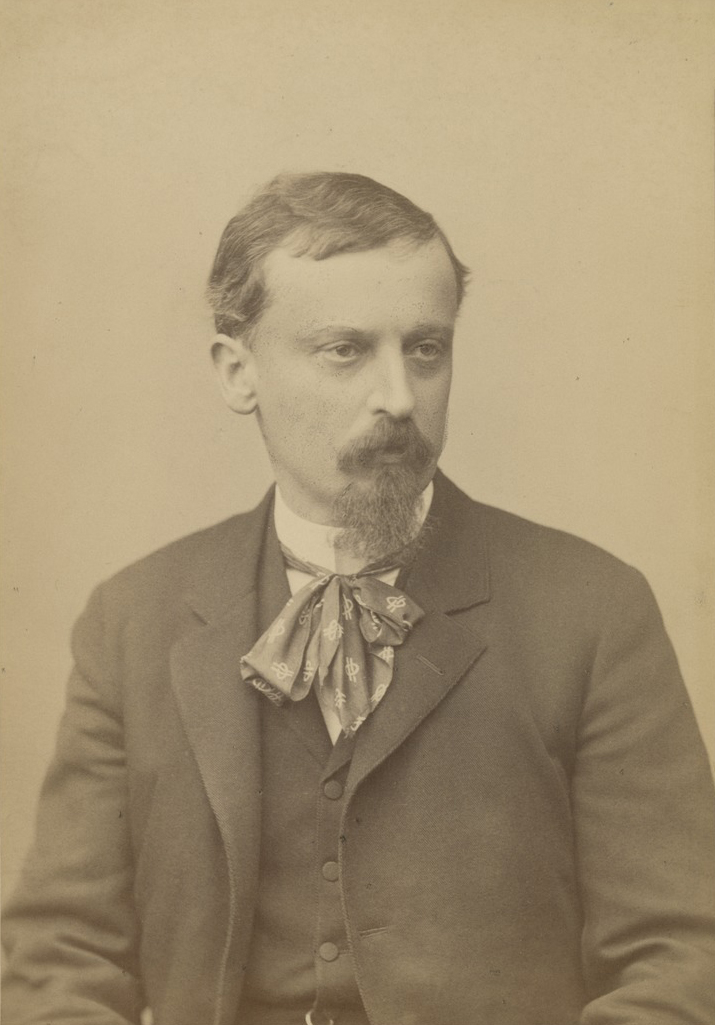
Фотопортрет Генрика Сенкевича 1880-х років роботи Станіслава Бізанські

## Творчість
У ранніх повістях і розповідях зобразив згасання патріархального побуту («Стара слуга», 1875; «Ганя», 1876), долі селянства («Ескізи вугіллям», 1877, «Янко-музикант», 1879 тощо).
Автор історичної трилогії «Вогнем і мечем» (1883—1884), «Потоп» (1884—1886), «Пан Володийовський» (1887—1888). У першому романі ідеалізується боротьба шляхетської Речі Посполитої проти Війська Запорозького часів Богдана Хмельницького. У другій частині трилогії відтворюється картина визвольної війни шляхти проти шведської інтервенції 1655—1656. У третьому романі оспівуються славні подвиги шляхти у період османського нашестя (1672—1673).
Не зважаючи на вороже ставлення Сенкевича до українського козацтва та його визвольних змагань, він причетний до їхньої популяризації серед польського суспільства, зокрема позитивним представленням деяких постатей, наприклад, Івана Богуна, який був прототипом для образу Юрка Богуна.
У психологічному романі «Без догми» (1889—1890) зображений тип декадента-аристократа. У романі «Сім'я Поланецьких» (1893—1894) з ідеалізацією шляхтича контрастує сатиричне зображення світського суспільства. У романі-епопеї «Quo vadis» (1894—1896) зображується життя ранніх християн за часів Нерона. Боротьбі поляків з Тевтонським орденом в кінці XIV — початку XV століть присвячений історичний роман «Хрестоносці» (1897—1900). Роман «Вир» (1909—1910) відображає революцію 1905–07. У 1910—1911 роках написав пригодницьку повість для дітей «У пустелі і в пущі». Роман про участь поляків у наполеонівських війнах «Легіони» (1913—1914) залишився незавершеним.
За життя став одним з найвідоміших і найпопулярніших польських письменників у Польщі та за кордоном. Після трилогії «Вогнем і мечем», «Потоп», «Пан Володийовський» став польським письменником з найвищими заробітками (за право видання трилогії протягом 20 років отримав від видавця 70 тис. рублів). Творчість відіграла велику роль в історії польської культури і отримала всесвітнє визнання (Нобелівська премія з літератури 1905, «за видатні заслуги в області епосу»). Роман «Quo vadis» перекладений більш ніж сорока мовами. Роман «Без догми» (1889—1890) високо цінували Лев Толстой, Микола Лесков, Антон Чехов, Максим Горький та інші російські письменники. Більшість романів Сенкевича екранізована. Найвідоміші екранізації: «Quo vadis» (1951, США), «Хрестоносці» (1960, Польща), «Вогнем і мечем» (1999, Польща), «Quo vadis» (2001, Польща).

## Твори

### Романи
- Na marne (Даремно, 1872)
- Trylogia (Трилогія):
  - Ogniem i mieczem («Вогнем і мечем», 1884)
  - Potop («Потоп», 1886)
  - Pan Wołodyjowski («Пан Володийовський», 1888)
- Bez dogmatu («Без догмата», 1889—1890)
- Rodzina Połanieckich («Родина Поланецьких», 1893—1894)
- Quo vadis? («Куди ідеш, Господе?» 1894—1896)
- Krzyżacy («Хрестоносці», 1897—1900)
- Na polu chwały («На полі слави», 1903—1905)
- Wiry («Вир» , 1910)
- W pustyni i w puszczy («В пустелі та джунглях», 1912)
- Legiony («Легіони», 1914).

### Інші твори
| - Stary sluga (1875) - Hania («Ганя», 1876) - Selim Mirza («Селім Мірза», 1876) - Szkice węglem (1877) - Janko muzykant («Янко-музикант», 1879) - Z pamiętnika poznańskiego nauczyciela (1879) - Za chlebem («За хлібом», 1880) - Bartek Zwycięzca (1882) |

## Переклади українською
Зібрання творів
- Генрих Сенкевич. Зібрання творів у 16-ти томах: опрацьовано, спираючись на видання 1947 року. Редактор Ю. Крижанівський. Київ: Лайнит ЛТД, 1995:
  - Том 14: Легіони та Вир. — 430 с.
  - Том 15: В пустині і пущі. — 336 с.
- Генрік Сенкевич. Новели. Переклад з польської: Степан Ковганюк. Київ: Дніпро, 1975. — 319 с. (серія «Зарубіжна новела», книга 19).

Казки та дитяча література
- Генрік Сенкевич. Янко музика. Переклад з польської: В. Умінський. Джерзі сіті: Видання Товариства Просвіти у Америці. 1914.[3]
- Генрік Сенкевич. Анко-музикант. Переклад з польської: Марія Прегара. — Київ: Молодь, 1950. — 15 с. (перевидання 1957, Державне видавництво дитячої літератури)
- Генрік Сенкевич. По хліб. Переклад з польської: Марія Прегара. — Київ: Державне видавництво дитячої літератури, 1963. — 123 с.

Романи та оповідання
- Генрік Сенкевич. Хрестоносці / Переклад з польської: Степан Ковганюк. — Київ: Державне видавництво художньої літератури, 1960. — 728 с. (перевидання 1965).
- Генрік Сенкевич. Без догмата / Переклад з польської: Ольга Лєнік. Київ: Державне видавництво художньої літератури, 1986. — 381 с. (серія «Вершини світового письменництва», том 57).
- Генрик Сенкевич. Притчі (Дві луки. Діокл) / З польської переклав: Василь Лаптійчук // Всесвіт. — № 8, 1992.
- Генрик Сенкевич. В пустелі та джунглях / Переклад з польської та коментар: Ростислав Михайлюка; ілюстрації: Мартуся Оверчук, Ольга Баклан, Оксана Баклан. — Львів: Артклас, 2007. — 423 с. — ISBN 966-8711-02-5.
  - (перевидання) Генрик Сенкевич. В пустелі та джунглях / Переклад з польської: Ростислав Михайлюка. — Київ: Знання, 2015. — 344 с. — ISBN 978-617-07-0313-2 (серія «Скарби. Молодіжна серія»).

«Потоп»
1) Переклад Євгена Литвиненко:
- Генрик Сенкевич. «Потоп»: У 3 томах / Переклад з польської: Євген Литвиненко. — Тернопіль: НК-Богдан, 2017—2018.
  - Генрик Сенкевич. «Потоп»: У 3 томах: Том I / Переклад з польської: Євген Литвиненко. — Тернопіль: НК-Богдан, 2017. — 532 с. («Світовий історичний роман»). — ISBN 978-966-10-4876-7.
  - Генрик Сенкевич. «Потоп»: У 3 томах: Том II / Переклад з польської: Євген Литвиненко. — Тернопіль: НК-Богдан, 2018. — 624 с. («Світовий історичний роман»). — ISBN 978-966-10-4877-4.
  - Генрик Сенкевич. «Потоп»: У 3 томах: Том III / Переклад з польської: Євген Литвиненко. Тернопіль: НК-Богдан, 2019. — 480 с. («Світовий історичний роман»). — ISBN 978-966-10-4878-1.

2) Переклад Євгена Тарнавського:
- Генрик Сенкевич. «Потоп»: У 3 томах / Переклад з польської: Євген Тарнавський. — Харків: Фоліо, 2018.
  - Генрик Сенкевич. «Потоп»: У 3 томах: Том I / Переклад з польської: Євген Тарнавський. — Харків: Фоліо, 2018. — 432 с. («Зібрання творів Генрика Сенкевича»). — ISBN 978-966-03-8104-9
  - Генрик Сенкевич. «Потоп»: У 3 томах: Том II / Переклад з польської: Євген Тарнавський. — Харків: Фоліо, 2018. — 528 с. («Зібрання творів Генрика Сенкевича»). — ISBN 978-966-03-8105-6.
  - Генрик Сенкевич. «Потоп»: У 3 томах: Том III / Переклад з польської: Євген Тарнавський. — Харків: Фоліо, 2018. — 384 с. («Зібрання творів Генрика Сенкевича»). — ISBN 978-966-03-8106-3.

«Вогнем і мечем»
1) Переклад Василя Косара:
- (лише перша частина) Генрік Сінкевич. «Огнем і мечем»: повість з давніх літ. Том 1 / Переклад з польської: Василь Косар. — Едмонтон: Накладом книгарні новин в Едмонді, 1918. 258 с.

2) Переклад Євгена Литвиненка:
- Генрик Сенкевич. «Вогнем і мечем»: У 2 томах / Переклад з польської: Євген Литвиненко. — Тернопіль: НК-Богдан, 2006. — 544 та 480 с. (Серія «Світовий історичний роман»). — ISBN 966-692-741-1, 966-692-742-X, 966-692-743-8.

3) Переклад Віктора Бойко:
- Генрік Сенкевич. Вогнем і мечем / Переклад з російської: Віктор Бойко; передмова та словник історичних постатей: Р. П. Радишевський. — Харків: Фоліо, 2006. — 637 с. (Серія «Історія України в романах»). — ISBN 966-03-3415-X, 978-966-03-3907-1, 978-966-03-4045-9 (передрук 2007, 2008, 2014, 2015).

«Quo vadis?»
1) Переклад Н. Лесик
- Генрік Сенкевич. Quo vadis: Куди ідеш, Господи. Оповіданнє з часів переслідування християн за пановання Нерона. Уложив: Н. Лесик; ілюстрації: М. Артвинської. — Вінніпеґ, Манітоба: Накладом рускої книгарні, 1913. — 174 с.
  - (перевидання) * Генрік Сенкевич. Quo vadis: Куди ідеш, Господи. Оповіданнє з часів переслідування християн за пановання Нерона / За виправленим текстом Н. Лесика; Вест Айслип — Торонто. 1982. — 148 с.

2) Переклад Олега Бурячківського
- Генрік Сенкевич. Quo vadis. Переклад з польської: Олег Бурячківський. — Львів: Свічадо, 2007, 2010. — 564 с. — ISBN 978-966-395-088-4.

3) Переклад Віктора Бойка
- Генрік Сенкевич. Quo vadis / Переклад з польської: Віктор Бойко. — Харків: Фоліо, 2008. — 412 с. (Бібліотека світової літератури / Інститут літератури імені Т. Г. Шевченка НАН України). — ISBN 978-966-03-4296-5 (передрук 2017).